# 1981 في فرنسا
فيما يلي قوائم الأحداث التي وقعت خلال عام 1981 في فرنسا.

## أحداث
- 1 ديسمبر – خطوط أدريا الجوية الرحلة 1308

## سياسة

### تعيين في المنصب
- 1 يناير – فرنسوا فيون عضو المجلس العام  [لغات أخرى]‏،نائب فرنسي.
- 2 يوليو – مارسيل داسو نائب فرنسي.
- 21 مايو – بيار موروا رئيس الوزراء الفرنسي.
- 21 مايو – دانيال ميتران spouse of the President of France  [لغات أخرى]‏.
- 21 مايو – فرنسوا ميتران رئيس فرنسا.
- 2 يوليو – إديت كريسون نائب فرنسي.
- 2 يوليو – برترون ديلانوي نائب فرنسي.
- 2 يوليو – جان إيف لودريان نائب فرنسي.
- 2 يوليو – رايمون باغ نائب فرنسي.
- 2 يوليو – كريستيان بونيت نائب فرنسي.
- 2 يوليو – لوران فابيوس نائب فرنسي.
- 2 يوليو – مارسيل داسو نائب فرنسي.
- 2 يوليو – ميشال روكار نائب فرنسي.

### انتهاء فترة المنصب
- 1 يناير – فرنسوا ميتران رئيس المجلس العام  [لغات أخرى]‏، رئيس بلدية [الإنجليزية]‏،First Secretary of the Socialist Party [الإنجليزية]‏،نائب فرنسي.
- 22 مايو – مارسيل داسو نائب فرنسي.
- 21 مايو – فاليري جيسكار ديستان رئيس فرنسا.
- 22 مايو – برنارد ديشان نائب فرنسي.
- 22 مايو – جان إيف لودريان نائب فرنسي.
- 22 مايو – رايمون باغ رئيس الوزراء الفرنسي.
- 22 مايو – لوران فابيوس نائب فرنسي،نائب فرنسي.
- 22 مايو – مارسيل داسو نائب فرنسي.
- 22 مايو – ميشال روكار نائب فرنسي،نائب فرنسي.
- 23 يوليو – إديت كريسون نائب فرنسي.

## رياضة
- 1 يناير – دورة فرنسا المفتوحة 1981
- 1 يناير – سباق باريس روبيه 1981 الفائزون بيرنار إينو، فرانشيسكو موزر، روجر دي فلايمينك.
- 1 يناير – سباق طواف فرنسا 1981 الفائز بيرنار إينو.
- 5 يوليو – جائزة فرنسا الكبرى 1981 الفائز ألن بروست.

## أفلام
من الأفلام التي صدرت هذه السنة في فرنسا:
- 1 يناير – البحث عن النار من إخراج جان جاك أنو.
- 1 يناير – الحال من إخراج أحمد المعنوني.
- 1 يناير – ليفوساير من إخراج فولكر شلوندورف.

## مواليد

### يناير
- 1 يناير – أحمد أبو سمرة
- 1 يناير – ياسين عبد الصادقي لاعب كرة قدم.
- 9 يناير – جوليا ديتزه ممثلة ألمانية.
- 14 يناير – عبد المالك شراد لاعب كرة قدم جزائري.
- 17 يناير – تيري أسكيون لاعب كرة مضرب فرنسي.
- 18 يناير – كريستوف كيرن درّاج طريق فرنسي.
- 19 يناير – فلوران بيتروس لاعب كرة سلة فرنسي.
- 26 يناير – باكيتو

### فبراير
- 5 فبراير – يوهان دوهاوباس ملاكم فرنسي.
- 8 فبراير – أوريلي فيدي لاعبة كرة مضرب فرنسية.
- 14 فبراير – راندي دي بونيت متسابق دراجات نارية فرنسي.
- 17 فبراير – برتراند روينه لاعب كرة يد قطري.
- 20 فبراير – نيكولاس بينيتو لاعب كرة قدم فرنسي.
- 23 فبراير – صوفي لوفيفر لاعبة كرة مضرب فرنسية.
- 26 فبراير – جان باسكال ميغنيت لاعب كرة قدم فرنسي.
- 28 فبراير – فلوران سيرا لاعب كرة مضرب فرنسي.
- 28 فبراير – نيكولاس بويديبويس لاعب كرة قدم فرنسي.

### مارس
- 6 مارس – جان كريستوف فاوريل لاعب كرة مضرب فرنسي.
- 20 مارس – سيلفان مونسورو لاعب كرة قدم فرنسي.

### أبريل
- 12 أبريل – سيدريك فيستون لاعب كرة قدم فرنسي.
- 16 أبريل – أوليفييه سورين لاعب كرة قدم فرنسي.
- 19 أبريل – باكسيليس مورليندي لاعب كرة سلة فرنسي.
- 26 أبريل – ماثيو ديلبيير لاعب كرة قدم فرنسي.

### مايو
- 2 مايو – لالجيرينو رابر جزائري.
- 3 مايو – بينوا تشيرو لاعب كرة قدم فرنسي.
- 3 مايو – ستيفاني فريتز لاعبة كرة مضرب فرنسية.
- 16 مايو – يزيد قيسي
- 20 مايو – باسكال بيرينجير لاعب كرة قدم فرنسي.
- 21 مايو – مارك بفيرتزل لاعب كرة قدم فرنسي.
- 22 مايو – لوران مانجل درّاج طريق فرنسي.
- 23 مايو – عبد الفتاح سافي لاعب كرة قدم فرنسي.
- 27 مايو – أوليفييه بوملاحة لاعب كرة قدم جزائري.

### يونيو
- 2 يونيو – نيكولاس بليستان لاعب كرة قدم فرنسي.
- 3 يونيو – دنيا عيسى لاعب كرة سلة فرنسي.
- 13 يونيو – جاي ديميل لاعب كرة قدم إيفواري.
- 16 يونيو – سيباستيان روديت لاعب كرة قدم فرنسي.
- 17 يونيو – يوهان دوراند لاعب كرة قدم فرنسي.
- 18 يونيو – ستيد تشيكامبود لاعب كرة سلة فرنسي.
- 25 يونيو – يوهان جين درّاج طريق فرنسي.
- 30 يونيو – فاهينا جيوكانتي ممثلة فرنسية.

### يوليو
- 4 يوليو – طاهر رحيم ممثل فرنسي.
- 8 يوليو – جيمي موديستي لاعب كرة قدم فرنسي.
- 15 يوليو – ألو ديارا لاعب كرة قدم فرنسي.
- 17 يوليو – ميلاني ثييري
- 19 يوليو – غريغوري فينيال لاعب كرة قدم فرنسي.
- 23 يوليو – رافائيل برسوناز ممثل فرنسي.
- 28 يوليو – ماثيو بيدا لاعب كرة قدم فرنسي.

### أغسطس
- 4 أغسطس – غيوم سورينا لاعب كرة يد فرنسي.
- 12 أغسطس – جبريل سيسيه لاعب كرة قدم فرنسي.
- 12 أغسطس – نبيل باها لاعب كرة قدم مغربي.
- 20 أغسطس – بيرنار ميندي لاعب كرة قدم فرنسي.
- 21 أغسطس – إل سيد
- 24 أغسطس – هيرفي بوغنيت لاعب كرة قدم فرنسي.
- 25 أغسطس – أسامة السويدي لاعب كرة قدم مغربي.
- 25 أغسطس – كاميل بين لاعبة كرة مضرب فرنسية.
- 28 أغسطس – أمارا سي لاعب كرة سلة فرنسي.
- 30 أغسطس – منصف زرقا لاعب كرة قدم مغربي.
- 31 أغسطس – نيكولاس بونيس لاعب كرة قدم فرنسي.

### سبتمبر
- 8 سبتمبر – سليم بن عاشور لاعب كرة قدم تونسي.
- 19 سبتمبر – فرانك سينيورينو لاعب كرة قدم فرنسي.
- 25 سبتمبر – يوهان غوميز لاعب كرة قدم فرنسي.
- 26 سبتمبر – علاء الدين يحيى لاعب كرة قدم تونسي.
- 26 سبتمبر – لوكاز نوسباوم

### أكتوبر
- 1 أكتوبر – روكساني ميسكيدا ممثلة فرنسية.
- 9 أكتوبر – غائيل جيفيت لاعب كرة قدم فرنسي.
- 15 أكتوبر – مايكل جيريمياسز
- 24 أكتوبر – فلوريان فيليبو سياسي فرنسي.
- 30 أكتوبر – يوهان هوتكور لاعب كرة قدم فرنسي.

### نوفمبر
- 8 نوفمبر – جيسيكا أوغوستو
- 8 نوفمبر – يان كيرمورجانت لاعب كرة قدم فرنسي.
- 19 نوفمبر – غايل دانيك لاعب كرة قدم فرنسي.
- 28 نوفمبر – لويس بورجوان
- 30 نوفمبر – لورون فريسينيه لاعب شطرنج فرنسي.

### ديسمبر
- 1 ديسمبر – دينا دانيش
- 6 ديسمبر – خالد لموشية لاعب كرة قدم جزائري.
- 6 ديسمبر – رود فاني لاعب كرة قدم فرنسي.
- 10 ديسمبر – سانيل ياهيتش لاعب كرة قدم بوسني.
- 15 ديسمبر – نجوى بيليزل مغنية فرنسية.
- 20 ديسمبر – جوليان بنيتو لاعب كرة مضرب فرنسي.
- 25 ديسمبر – لا فوين
- 30 ديسمبر – سيدريك كاراسو لاعب كرة قدم فرنسي.

## وفيات

### يناير
- 1 يناير – جان رونديه (مواليد 1925) مهندس معماري فرنسي.
- 12 يناير – مارسيل جوبيلوت (مواليد 1900) درّاج طريق فرنسي.

### مارس
- 12 يناير – مارسيل جوبيلوت (مواليد 1900) درّاج طريق فرنسي.
- 27 يوليو – هنري مارسيل غوسان (مواليد 1891)

### أبريل
- 30 أبريل – فرانسوا بوردس (مواليد 1919)

### مايو
- 31 مايو – ميشال روجر (مواليد 1950) متسابق دراجات نارية فرنسي.

### يوليو
- 6 يوليو – ألبرت ميشيل (مواليد 1909) ممثل فرنسي.
- 14 يوليو – أرماند ماركيزيه (مواليد 1900)
- 27 يوليو – هنري مارسيل غوسان (مواليد 1891)
- 27 يوليو – ويليام وايلر (مواليد 1902)

### سبتمبر
- 9 سبتمبر – جاك لاكان (مواليد 1901) محلل نفسي فرنسي.
- 21 سبتمبر – توني أوبين (مواليد 1907) ملحن فرنسي.

### أكتوبر
- 29 أكتوبر – جورج براسانس (مواليد 1921)
- 30 أكتوبر – بول موسيه (مواليد 1907) صحفي فرنسي.

### نوفمبر
- 3 نوفمبر – جان اوستاش (مواليد 1938)
- 25 نوفمبر – رومان بيلينجيه (مواليد 1894) دراج فرنسي.
- 26 نوفمبر – بيير بيبارو (مواليد 1916) لاعب كرة قدم فرنسي.